# Rock 'Til You Drop
Rock 'Til You Drop är ett studioalbum av det brittiska rockbandet Status Quo. Albumet innehåller 11 nya låtar plus nyinspelningar av Can't Give You More, Price Of Love och Forty Five Hundred Times.
Skivan innehåller också två covers på Bring It On Home och Let's Work Together.

## Låtlista - CD
1. Like A Zombie (Rossi/Frost) 5:03
2. All We Really Wanna Do (Polly) (Rossi/Frost) 3:47
3. Fakin' The Blues (Rossi/Frost) 4:29
4. One Man Band (Parfitt/Williams) 4:31
5. Rock 'til You Drop (Bown) 3:22
6. Can't Give You More (Rossi/Young) 4:27
7. Warning Shot (Bown/Edwards) 3:58
8. Let's Work Together (Wilbur/Harrison) 3:42
9. Bring It On Home (Sam Cooke) 3:11
10. No Problems (Rossi/Parfitt) 4:51
11. Good Sign (Parfitt/Williams) 4:15
12. Tommy (Rossi/Frost) 3:50
13. Nothing Comes Easy (Rossi/Parfitt/Bown/Edwards/Rich) 5:47
14. Fame Or Money (Rossi/Bown) 4:06
15. Price Of Love (Everly/Everly) 3:39
16. Forty Five Hundred Times (Rossi/Parfitt) 12:56

## Låtlista - LP

### Sida 1
1. Like A Zombie (Rossi/Frost) 5:03
2. All We Really Wanna Do (Polly) (Rossi/Frost) 3:47
3. Fakin' The Blues (Rossi/Frost) 4:29
4. One Man Band (Parfitt/Williams) 4:31
5. Rock 'til You Drop (Bown) 3:22

### Sida 2
1. Can't Give You More (Rossi/Young) 4:27
2. Warning Shot (Bown/Edwards) 3:58
3. Let's Work Together (Wilbur/Harrison) 3:42
4. Bring It On Home (Sam Cooke) 3:11
5. No Problems (Rossi/Parfitt) 4:51

## Medverkande
- Francis Rossi - gitarr, sång
- Rick Parfitt - gitarr, sång
- Andrew Bown - keyboard
- John 'Rhino' Edwards - bas
- Jeff Rich - trummor